# Taça Ribeiro dos Reis 1970-1971
La Taça Ribeiro dos Reis 1970-1971 fu la 10ª edizione dell'omonima competizione creata in onore del giornalista sportivo António Ribeiro dos Reis. La squadra vincitrice fu il Benfica.

## Squadre partecipanti e formula
In questa edizione erano presenti 11 squadre di Primera Divisão e 28 squadre di Segunda Divisão. Le 39 squadre si sfidarono in sette gironi (partite di andata e ritorno) in cui le prime avanzarono ai quarti di finale.

### Primeira Divisão

#### 11 squadre
| - Académica - Barreirense - Belenenses - Benfica - Boavista - CUF Barreiro | - Leixões - Tirsense - Varzim - Vitória Guimarães - Vitória Setúbal |

### Segunda Divisão

#### 28 squadre
| - Atlético CP - Beira-Mar - Braga - Espinho - Famalicão - Gouveia - Luso | - Marinhense - Montijo - Olhanense - Oriental Lisbona - Penafiel - Peniche - Portimonense | - Riopele - Salgueiros - Sanjoanense - Seixal - Sesimbra - Sintrense - Torreense | - Torres Novas - Tramagal - União de Coimbra - União de Lamas - União de Tomar - União Leiria - Vizela |

## Gruppi

### I Gruppo
| Squadra           | P.ti | G  | V | N | P | GF | GS | DR  |
| ----------------- | ---- | -- | - | - | - | -- | -- | --- |
| Braga             | 13   | 10 | 6 | 1 | 3 | 25 | 13 | +12 |
| Vitória Guimarães | 13   | 10 | 6 | 1 | 3 | 17 | 10 | +7  |
| Riopele           | 12   | 10 | 5 | 2 | 3 | 13 | 11 | +2  |
| Famalicão         | 10   | 10 | 4 | 2 | 4 | 14 | 16 | -2  |
| Varzim            | 9    | 10 | 4 | 1 | 5 | 11 | 11 | 0   |
| Vizela            | 3    | 10 | 1 | 1 | 8 | 11 | 30 | -19 |

### II Gruppo
| Squadra    | P.ti | G  | V | N | P | GF | GS | DR  |
| ---------- | ---- | -- | - | - | - | -- | -- | --- |
| Leixões    | 13   | 10 | 4 | 5 | 1 | 24 | 15 | +9  |
| Espinho    | 13   | 10 | 4 | 5 | 1 | 18 | 11 | +7  |
| Boavista   | 12   | 10 | 4 | 4 | 2 | 21 | 13 | +8  |
| Salgueiros | 12   | 10 | 5 | 2 | 3 | 21 | 15 | +6  |
| Penafiel   | 8    | 10 | 2 | 4 | 4 | 13 | 18 | -5  |
| Tirsense   | 2    | 10 | 1 | 0 | 9 | 9  | 34 | -25 |

### III Gruppo
| Squadra          | P.ti | G  | V | N | P | GF | GS | DR  |
| ---------------- | ---- | -- | - | - | - | -- | -- | --- |
| Académica        | 18   | 10 | 8 | 2 | 0 | 31 | 6  | +25 |
| União de Coimbra | 13   | 10 | 6 | 1 | 3 | 33 | 15 | +18 |
| Beira-Mar        | 10   | 10 | 4 | 2 | 4 | 23 | 23 | 0   |
| Sanjoanense      | 10   | 10 | 5 | 0 | 5 | 19 | 30 | -11 |
| União de Lamas   | 7    | 10 | 3 | 1 | 6 | 18 | 22 | -4  |
| Gouveia          | 2    | 10 | 1 | 0 | 9 | 9  | 27 | -18 |

### IV Gruppo
| Squadra        | P.ti | G | V | N | P | GF | GS | DR  |
| -------------- | ---- | - | - | - | - | -- | -- | --- |
| União de Tomar | 12   | 8 | 6 | 0 | 2 | 19 | 4  | +15 |
| União Leiria   | 12   | 8 | 6 | 0 | 2 | 20 | 8  | +12 |
| Marinhense     | 12   | 8 | 6 | 0 | 2 | 9  | 5  | +4  |
| Tramagal       | 3    | 8 | 1 | 1 | 6 | 8  | 18 | -10 |
| Torres Novas   | 1    | 8 | 0 | 1 | 7 | 5  | 26 | -21 |

### V Gruppo
| Squadra          | P.ti | G  | V | N | P | GF | GS | DR  |
| ---------------- | ---- | -- | - | - | - | -- | -- | --- |
| Benfica          | 17   | 10 | 8 | 1 | 1 | 53 | 18 | +35 |
| Atlético CP      | 15   | 10 | 6 | 3 | 1 | 23 | 13 | +10 |
| Oriental Lisbona | 8    | 10 | 3 | 2 | 5 | 14 | 25 | -11 |
| Peniche          | 8    | 10 | 3 | 2 | 5 | 12 | 16 | -4  |
| Torreense        | 7    | 10 | 2 | 3 | 5 | 12 | 25 | -13 |
| Sintrense        | 5    | 10 | 2 | 1 | 7 | 14 | 31 | -17 |

### VI Gruppo
| Squadra      | P.ti | G | V | N | P | GF | GS | DR  |
| ------------ | ---- | - | - | - | - | -- | -- | --- |
| Barreirense  | 14   | 8 | 6 | 2 | 0 | 22 | 5  | +17 |
| Luso         | 8    | 8 | 3 | 2 | 3 | 8  | 10 | -2  |
| CUF Barreiro | 7    | 8 | 3 | 1 | 4 | 10 | 15 | -5  |
| Belenenses   | 6    | 8 | 2 | 2 | 4 | 9  | 10 | -1  |
| Montijo      | 5    | 8 | 2 | 1 | 5 | 7  | 16 | -9  |

### VII Gruppo
| Squadra         | P.ti | G | V | N | P | GF | GS | DR |
| --------------- | ---- | - | - | - | - | -- | -- | -- |
| Vitória Setúbal | 12   | 8 | 5 | 2 | 1 | 11 | 3  | +8 |
| Olhanense       | 9    | 8 | 4 | 1 | 3 | 16 | 13 | +3 |
| Sesimbra        | 7    | 8 | 1 | 5 | 2 | 6  | 11 | -5 |
| Portimonense    | 6    | 8 | 2 | 2 | 4 | 11 | 14 | -3 |
| Seixal          | 6    | 8 | 2 | 2 | 4 | 11 | 14 | -3 |

## Quarti di finale
- Braga

|                | Risultato |                 |
| -------------- | --------- | --------------- |
| Leixões        | 1 - 2     | Académica       |
| União de Tomar | 0 - 4     | Benfica         |
| Barreirense    | 1 - 0     | Vitória Setúbal |

## Semifinali
|         | Risultato |             |
| ------- | --------- | ----------- |
| Braga   | 2 - 0     | Académica   |
| Benfica | 6 - 1     | Barreirense |

## Finale 3º/4º posto
| 1971 | Académica | 1 – 2 | Barreirense |  |

## Finale
| 1971 | Benfica | 3 – 1 | Braga |  |